# 日本裔巴西人
日裔巴西人泛指有日裔血統的巴西公民，或是從日本移居巴西的日本人。

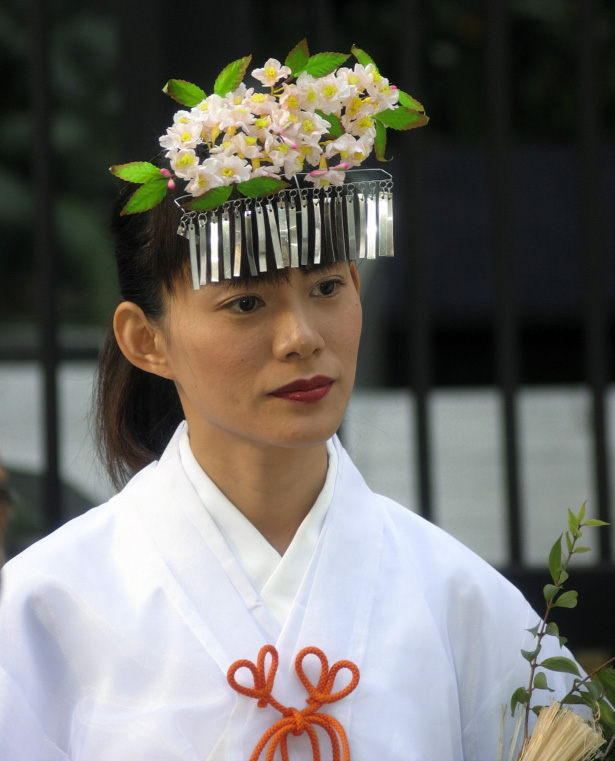
在巴拉那州库里蒂巴帕举行的神道仪式上，一名日本裔巴西女孩。

## 歷史
在拉丁美洲國家當中，巴西是最多日本移民聚居的國家，大概有200萬名日裔在當地生活。首批日本移民於1908年從神戶港口乘船抵達巴西，他們多為農民，為了尋求更好的生活而離開家鄉。在當地，不少日裔與中國移民均成為了咖啡農田的勞工，當時農業人手缺乏，其勞動力需求甚大，該批來自亞洲的移民便切合了需要。
其後該批日本移民與當地人通婚，他們的後代多同時帶有日本、歐洲以及非洲人的血統。
在二戰期間，巴西與日本斷絕來往，當地的日語學校、報章遭禁絕，只剩下葡語可供他們學習。因當時的德國、意大利和日本同為軸心國，當地的德語、意大利語報章也停止出版。
戰爭結束後，不少日本難民決定於巴西定居，形成了大型的日本人社群。他們的後代由於缺乏日語學習環境，他們多只會說葡語及英語。一些日本人學校提供日語及葡語教育，現時當地共有40多萬名日裔以日語作母語，部分日裔巴西人使用一种被称为“Colonia”（コロニア語）的日葡混合语。
到了1980年代，日本的經濟轉好，而當地的經濟也開始出現問題，不少日裔巴西人開始移民回日本工作，也有一些移民到其他歐美國家。
在澳門，一些土生葡人帶有日裔血統，他們不會日語，懂廣東話和葡語。1999年澳門主權移交後，當地一些日裔也移民到巴西居住。
時至今日，巴西已有約200萬的日裔巴西移民居住，在全亞洲的懂葡語人士中，所佔據比重也是最高的，比前葡萄牙殖民地東帝汶、澳門及果阿的總和還要高。巴西仍是全球最多日裔的海外國家。

## 宗教信仰
早期的移民巴西者和多數日本人一樣，大多是神道教和佛教的追隨者。 但在巴西的日本人社區，巴西神父大力向日裔移民宣傳罗马天主教，再加上日裔移民與天主教徒普遍的通婚，也促進了天主教在社區中的發展。目前，60% 的日裔巴西人是天主教徒，25% 是佛教及神道教的信徒。 

## 回流日本

### 日裔巴西人在日
20世紀下半，日本經濟高速穩定增長，因此在巴西的日裔移民出現逆向流動。1990年日本修訂入境管理法，接受日裔巴西人和他們的家庭到日本工作。1990年代，巴西與日本間的飛機航班，擠滿了前來日本上班的日裔巴西人，多數是應徵非技術性的藍領工作，而且必須承擔當地工人所不喜歡的夜班、辛苦及危險的工作。其中以群馬縣太田市、群馬縣邑楽郡大泉町、栃木縣小山市、茨城縣常総市、愛知縣丰田市、豊橋市、静岡縣浜松市、岐阜縣美濃加茂市、可児市、大垣市的日裔巴西人數量為最多。
日本裔巴西人前往日本工作是為期兩年的合同，但之後許多人想在日本取得永久居留權，並獲得日本國籍，因此在日本定居的日本裔巴西人持續增加，最高時期曾約有35萬多人。也因此在日本逐漸出現日語及葡語專門服務的超市、商店及媒體。

### 學童在日就學
隨著在日工作的日本裔巴西人持續增加，在日巴西學童的教育自然形成一個重點問題。
日本公立學校接受外國學童，包含在日工作的日裔巴西人的孩童，但許多日本裔巴西孩童不容易適應日本學校，有些人學習日語有困難，家長也無法用日語與老師溝通。學校方面不熟悉巴西風土人情，不了解巴西學校生活的情況。再加上巴西學校和日本學校的課程體制不同，可能導致日裔巴西兒童在雙文化成長過程中失學。
雖然日本有巴西政府所批准設立的巴西學校，但這些學校就是國際學校，學費高昂導致家長往往無法負擔學費。因此，許多日裔巴西兒童無法上國際學校，但又無法獲得日本學制的畢業資格。
從2000年左右開始，有些日裔巴西學童因文化疏離感，產生不良行為的案例。   針對此問題，日本地方政府正在逐步推行聘用巴西教師、調查學齡前兒童和學生的實際情況，尋求非營利組織的協助，以提供日裔巴西兒童教育機會，但至今仍難有滿意的結果。
2008年全球金融危機的影響，許多日裔巴西兒童因家庭經濟被迫從巴西學校輟學，不得已進入當地的日本學校學習。由於跨文化學習障礙遲遲未解決，這些案件已逐漸成為社會問題。 
除就學以外，其他的文化歧視也存在。1997年10月，14歲日裔巴西學童El Clano Reiko Lucosevicius在愛知縣小牧市被一群當地人毆打致死。當時，受害學童曾向周遭尋求幫助，但沒有得到回應。2006 年 4 月，有一位日裔巴西藍領男性在靜岡縣袋井市購買房地產時，該地區 12 戶家庭組成的自治會，阻止巴西人搬入社區。

## 知名巴西日裔人士
- 多羅間俊彥（東久邇宮稔彥王之子）
- 田中鬥莉王（足球球員，已移民日本）
- 塞吉歐·越後（足球評論員）
- 小野麗莎（歌手）
- 安田良治（政界、農界人士，巴西首位日裔部長）
- 藤田進（大使，巴西首位日裔外交官）
- 植木茂彬（葡萄牙語：Shigeaki Ueki）（政商界人士，前礦業能源部（葡萄牙語：Ministério de Minas e Energia）部長、巴西石油總裁）
- 齊藤準一（葡萄牙語：Juniti Saito）（上將，巴西空軍司令）
- 魁聖一郎（相撲力士）
- 武田羅梨沙多胡（配音員，父親為日裔巴西人第三代）
- 榎宮祐（作家）
- 隆濤剛（首位日裔巴西相撲力士）
- 卡西欧·谷口（葡萄牙語：Cassio Taniguchi）（库里蒂巴市长）
- 中村茱莉亚
- 町田龍太(綜合格鬥選手，前UFC輕重量級冠軍)

## 外部連接
- 為什麼巴西會有哪麼多的日本移民？ （页面存档备份，存于）